# Alphonse Allaert
Alphonse Allaert, född 27 oktober 1872, var en belgisk bågskytt. 
Allaert deltog vid olympiska sommarspelen 1920, där han tog två guld och ett silver.